# 曽師町
曽師町（そしちょう）とは、宮崎県宮崎市内の地名。檍地域自治区に属している。郵便番号は880-0875。

## 地理
宮崎市の中心部、檍地域自治区に属する。宮崎駅大和口（東口）付近に位置する。四方を吉村町に囲まれるが、北西・南西の一部を昭和町と接する。

## 地名の由来
当地は吉村町から分離して成立した地区である。隣接する吉村町に「曽師前甲」・「曽師中甲」という字がある。

## 歴史
- 1965年 - 吉村町から曽師町が成立。

## 世帯数と人口
2023年（令和5年）9月1日現在の世帯数と人口は以下の通りである。
| 町丁   | 世帯数  | 人口   |
| ------ | ------- | ------ |
| 曽師町 | 697世帯 | 1252人 |

## 小・中学校の学区
市立小・中学校に通う場合、学区は以下の通りとなる。
| 町名   | 小学校             | 中学校           |
| ------ | ------------------ | ---------------- |
| 曽師町 | 宮崎市立宮崎小学校 | 宮崎市立檍中学校 |

## 交通

### バス
宮交グループの運営するバスが営業している。

### 道路
- 市道昭和通線